# Chris Pratt
Christopher Michael „Chris” Pratt (Virginia, Minnesota, 1979. június 21. –) amerikai színész, aki televíziós, valamint akció- és animációs filmek főszerepeiről ismert. Televíziós szerepeivel vált ismertté, különösen Andy Dwyer szerepében a Városfejlesztési osztály (2009-2015) című NBC szitkomban, amelyért a kritikusok elismerően nyilatkoztak róla, és 2013-ban Critics' Choice Television-díjra jelölték a legjobb mellékszereplőnek egy vígjátéksorozatban.

## Élete
A Washington állambeli Lake Stevensben nőtt fel. Középiskolai tanulmányai végeztével színészetet tanult a helyi főiskolán, ahol csak egy szemesztert végzett el. 19 évesen átköltözött Hawaiira, ahol a Bubba Gumps étteremben dolgozott, és sátorban vagy kisbuszban húzta meg magát. A vendéglőben Rae Dawn Chong színésznőnek szolgált fel, és így kapta meg élete első szerepét, Devonét a Cursed 3. című horror vígjátékban. Később Beverly Hillsben is felszolgálói fizetésből tengődött.

## Magánélete
2007-ben, a Szédületes éjszaka forgatásán ismerkedett meg Anna Faris színésznővel, aki a szerelmét játszotta a filmben. 2008 végén jegyezték el egymást, és 2009. július 9-én házasodtak össze az indonéziai Balin, ahol egy barátjuk esküvője után szeszélyből elszöktek. Los Angeles Hollywood Hills szomszédságában éltek. Fiuk, Jack 2012 augusztusában született, kilenchetes koraszülöttként, mindössze 1,7 kilogrammal. Pratt kijelentette, hogy koraszülött fia születése „határozta meg igazán” az Istenben való hitét, miután ő és felesége is „sokat imádkoztak”, mivel kezdetben féltek a baba prognózisától. A pár 2017-ben szakított, és a következő évben véglegesítették válásukat.
Pratt 2018 júniusában kezdett párkapcsolatot Katherine Schwarzenegger (Arnold Schwarzenegger lánya) szerzővel. 2019. január 13-án Pratt bejelentette, hogy ő és Schwarzenegger eljegyezték egymást. 2019. június 8-án házasodtak össze a kaliforniai Montecitóban. 2020 augusztusában született meg első közös gyermekük, Lyla Maria. Schwarzeneggerrel kötött házassága révén a Kennedy család tagja lett. 2021 decemberében bejelentették, hogy Pratt és Schwarzenegger a második gyermeküket várják.
Pratt lutheránusnak nevelkedett, később a Zsidók Jézusért szervezetnél dolgozott, és végül felekezetnélküli keresztény lett. Pratt állítólag a Los Angeles-i Zoe Church-be jár, amely a Hillsong Church-höz tartozik, és egyesek kritizálták, hogy LMBTQ-ellenes. A következőképpen nyilatkozott: „Nemrégiben azt állították, hogy egy olyan egyházhoz tartozom, amely 'gyűlöl egy bizonyos embercsoportot' és közismerten 'LMBTQ-ellenes'. Semmi sem áll távolabb az igazságtól. Én egy olyan gyülekezetbe járok, amely abszolút mindenki előtt nyitva áll.” Brian Houston, a Hillsong vezetője tagadta, hogy Pratt valaha is tagja lett volna az egyházának.
Politikai szempontból Pratt kijelentette, hogy nem érzi magát képviselve a politikai spektrum egyik oldalán sem, és kifejezte a szándékát, hogy közös nevezőre jusson. Több mint 1000 dollárt adományozott Barack Obama 2012-es kampányának.

## Filmográfia

### Film
| Év   | Magyar cím                            | Eredeti cím                       | Szerep                                   | Magyar hang      |
| ---- | ------------------------------------- | --------------------------------- | ---------------------------------------- | ---------------- |
| 2003 | Extrém csapat                         | The Extreme Team                  | Keenan                                   |                  |
| 2005 | Öregdiák nem véndiák                  | Strangers with Candy              | Brason                                   | Hamvas Dániel    |
| 2007 |                                       | Walk the Talk                     | Cam                                      |                  |
| 2008 | Hot-dog túra                          | Wieners                           | Bobby                                    |                  |
| 2008 | Wanted                                | Wanted                            | Barry                                    | Tokaji Csaba     |
| 2009 | A csajok háborúja                     | Bride Wars                        | Fletcher                                 | Stohl András     |
| 2009 |                                       | Deep in the Valley                | Lester Watts                             |                  |
| 2009 | Ördög bújt beléd                      | Jennifer's Body                   | Roman Duda                               | Tokaji Csaba     |
| 2011 | Szédületes éjszaka                    | Take Me Home Tonight              | Kyle Masterson                           | Szabó Máté       |
| 2011 | Pénzcsináló                           | Moneyball                         | Scott Hatteberg                          | Szabó Máté       |
| 2011 | Számos pasas                          | What's Your Number?               | Gusztustalan Donald                      | Sörös Miklós     |
| 2011 | Újra együtt                           | 10 Years                          | Cully                                    | Miller Zoltán    |
| 2012 | Ötéves jegyesség                      | The Five-Year Engagement          | Alex Eilhauer                            | Stohl András     |
| 2012 | Zero Dark Thirty – A Bin Láden hajsza | Zero Dark Thirty                  | Justin                                   | Schneider Zoltán |
| 2013 | Movie 43: Botrányfilm                 | Movie 43                          | Doug ("Az üzlet" szegmens)               | Dolmány Attila   |
| 2013 | Elpuskázva                            | Delivery Man                      | Brett                                    | Bozsó Péter      |
| 2013 | A nő                                  | Her                               | Paul                                     | Miller Zoltán    |
| 2014 | A Lego-kaland                         | The Lego Movie                    | Emmet Brickowski (hangja)                | Molnár Áron      |
| 2014 | A galaxis őrzői                       | Guardians of the Galaxy           | Peter Quill / Űrlord                     | Miller Zoltán    |
| 2015 | Jurassic World                        | Jurassic World                    | Owen Grady                               | Miller Zoltán    |
| 2015 | Jem and the Holograms                 | Jem and the Holograms             | önmaga (cameo)                           |                  |
| 2016 | A hét mesterlövész                    | The Magnificent Seven             | Josh Farraday                            | Miller Zoltán    |
| 2016 | Utazók                                | Passengers                        | Jim Preston                              | Miller Zoltán    |
| 2017 | A galaxis őrzői vol. 2.               | Guardians of the Galaxy Vol. 2    | Peter Quill / Űrlord                     | Miller Zoltán    |
| 2018 | Bosszúállók: Végtelen háború          | Avengers: Infinity War            | Peter Quill / Űrlord                     | Miller Zoltán    |
| 2018 | Jurassic World: Bukott birodalom      | Jurassic World: Fallen Kingdom    | Owen Grady                               | Miller Zoltán    |
| 2019 | A Lego-kaland 2.                      | The Lego Movie 2: The Second Part | Emmet Brickowski / Rex Nemremex (hangja) | Molnár Áron      |
| 2019 | Bosszúállók: Végjáték                 | Avengers: Endgame                 | Peter Quill / Űrlord                     | Miller Zoltán    |
| 2019 | Billy, a Kölyök                       | The Kid                           | Grant Cutler                             | Miller Zoltán    |
| 2020 | Előre                                 | Onward                            | Barley Lightfoot (hangja)                | Bodrogi Attila   |
| 2021 | A holnap háborúja                     | The Tomorrow War                  | Dan Forester                             | Miller Zoltán    |
| 2022 | Jurassic World: Világuralom           | Jurassic World: Dominion          | Owen Grady                               | Miller Zoltán    |
| 2022 | Thor: Szerelem és mennydörgés         | Thor: Love and Thunder            | Peter Quill / Űrlord                     | Miller Zoltán    |
| 2023 | Super Mario Bros.: A film             | The Super Mario Bros. Movie       | Mario (hangja)                           | Szemenyei János  |
| 2023 | A galaxis őrzői: 3. rész              | Guardians of the Galaxy Vol. 3    | Peter Quill / Űrlord                     | Miller Zoltán    |
| 2024 | Garfield                              | Garfield                          | Garfield (hangja)                        | Miller Zoltán    |
| 2025 | Elektronikus állam                    | The Electric State                | Keats                                    | Miller Zoltán    |

### Rövidfilmek
| Év   | Cím                   | Szerep                    |
| ---- | --------------------- | ------------------------- |
| 2000 | Cursed Part 3         | Devon                     |
| 2009 | The Multi-Hyphenate   | Chris                     |
| 2013 | Mr. Payback           | Darren                    |
| 2018 | Emmet's Holiday Party | Emmet Brickowski (hangja) |

### Televízió
| Év        | Magyar cím                           | Eredeti cím                                 | Szerep                  | Megjegyzések                                                               |
| --------- | ------------------------------------ | ------------------------------------------- | ----------------------- | -------------------------------------------------------------------------- |
| 2001      | Szoknyás fejvadász                   | The Huntress                                | Nick Owens              | 1 epizód                                                                   |
| 2002–2006 | Everwood                             | Everwood                                    | Bright Abbott           | - főszereplő (89 epizód) - magyar hangja: - Kováts Dániel                  |
| 2005      | Az ítéletidő urai                    | Path of Destruction                         | Nathan McCain           | tévéfilm                                                                   |
| 2006–2007 | A narancsvidék                       | The O.C.                                    | Winchester "Ché" Cook   | - visszatérő szereplő (9 epizód) - magyar hangja: - Vári Attila            |
| 2008      | The Batman                           | The Batman                                  | Jake (hangja)           | 1 epizód                                                                   |
| 2009–2020 | Városfejlesztési osztály             | Parks and Recreation                        | Andy Dwyer              | - főszereplő (83 epizód) - magyar hangja: - Tokaji Csaba - Markovics Tamás |
| 2010–2011 | Ben 10: Ultimate Alien               | Ben 10: Ultimate Alien                      | Cooper Daniels (hangja) | 2 epizód                                                                   |
| 2012      |                                      | Top Chef: Seattle                           | önmaga                  | 1 epizód                                                                   |
| 2014      | Saturday Night Live                  | Saturday Night Live                         | önmaga (házigazda)      | 1 epizód                                                                   |
| 2017      | Anyák gyöngye                        | Mom                                         | Nick Banaszak           | 1 epizód                                                                   |
| 2022      | A galaxis őrzői – Ünnepi különkiadás | The Guardians of the Galaxy Holiday Special | Peter Quill / Űrlord    | - különkiadás - magyar hangja: - Miller Zoltán                             |
| 2022–     | A végső lista                        | The Terminal List                           | James Reece             | főszereplő és vezető producer                                              |

### Videójátékok
| Év   | Eredeti cím                               | Szinkronszerep                |
| ---- | ----------------------------------------- | ----------------------------- |
| 2010 | Ben 10 Ultimate Alien: Cosmic Destruction | Cooper Daniels                |
| 2012 | Kinect Star Wars                          | Obi-Wan Kenobi                |
| 2015 | Lego Jurassic World                       | Owen Grady                    |
| 2015 | Lego Dimensions                           | Emmet Brickowski / Owen Grady |

## Díjak és jelölések
- Jelölés — Teen Choice Awards, Choice TV Sidekick (Everwood, 2004)
- Jelölés — Teen Choice Awards, Choice TV Sidekick (Everwood, 2005)
- Jelölés — Critics' Choice Award, legjobb mellékszereplő (vígjáték tévésorozat) (Városfejlesztési osztály, 2013)